# OSIEK
OSIEK (Organiza Societo de Internaciaj Esperanto-Konferencoj) is een internationale vereniging voor het organiseren van internationale Esperantoconferenties. Deze conferenties worden zo open mogelijk opgezet om de culturele uitwisseling in een internationale sfeer te doen verlopen. Daarnaast (mede-)organiseert, ondersteunt of initieert de vereniging allerhande culturele activiteiten in het Esperanto.
OSIEK beheert het project ELITEN (Esperanta Literatura Enciklopedio), een online databank van primaire en secundaire literatuur in het Esperanto, hetgeen een opstap moet worden voor een encyclopedie annex bibliografie.
Onder OSIEK ressorteert AERA (Amikaro de Esperanto en Radio), de Vriendenkring van Esperanto over de Radio, die radio-uitzendingen in het Esperanto inventariseert en lobbiet voor nieuwe uitzendingen.

## OSIEK-prijs
Sinds 1990 wordt jaarlijks de OSIEK-(literatuur)prijs uitgereikt aan een in leven zijnde auteur die een oorspronkelijk werk dan wel een vertaling van minstens 100 pagina's in het Esperanto heeft uitgegeven.

### Lijst van winnaars
- 1990 - Rihej Nomura voor "Zamenhofa ekzemplaro"
- 1991 - Evaldo Pauli voor "Mil jaroj de kristana filozofio"
- 1992 - Ebbe Vilborg voor "Etimologia vortaro de E-o"
- 1993 - Ulrich Lins voor "La danĝera lingvo"
- 1994 - Rüdiger Eichholz voor "Esperanta bildvortaro"
- 1995 - Donald Broadribb voor "La Respubliko de Platono" (vertaling van Plato's "De Staat")
- 1996 - Paul Gubbins voor "Kunvojaĝu"
- 1997 - Fernando de Diego voor "Cent jaroj da soleco" (vertaling van de roman van Gabriel García Márquez)
- 1998 - Claude Piron voor "La bona lingvo"
- 1999 - Xie Yuming voor "La Ruĝdoma Sonĝo" (vertaling van de roman van Cao Xueqin)
- 2000 - Trevor Steele voor "Falantaj muroj"
- 2001 - Eli Urbanova voor "Hetajro dancas"
- 2002 - Kreŝimir Barkoviĉ voor "7000 tagoj en Siberio" (vertaling van de roman van Karlo Ŝtajner)
- 2003 - Gerrit Berveling voor "Antologio Latina"
- 2004 - Ed Borsboom voor "Vivo de Andreo Cseh"
- 2005 - Christian Declerck voor "Tarokoj kaj epokoj"
- 2006 - André Cherpillod voor "Konciza Etimologia Vortaro"
- 2007 - Ĵak Lepŭil' kaj Armela LeQuintvoor "la traduko de Vojaĝo ĝis noktofino de Louis-Ferdinand Céline"
- 2008 - Sergio Pokrovskij voor "Komputika leksikono"
- 2009 - Spomenka Ŝtimec voor "Kroata milita noktlibro"
- 2010 - Baldur Ragnarsson voor "la traduko de Sagao de Njal"
- 2011 - Laŭlum voor "la traduko de Ĉe akvorando"
- 2012 - István Ertl voor "la traduko de Sensorteco de Imre Kertész"
- 2013 - Mikaelo Bronŝtejn voor "Dek tagoj de kapitano Postnikov"
- 2014 - Peter Baláž voor "Esperanto Elektronike"
- 2015 - geen uitreiking
- 2016 - Carlo Minnaja en Giorgio Silfer voor "Historio de la Esperanta literaturo"
- 2017 - Josip Pleadin voor "Ordeno de verda plumo"
- 2018 - Frédéric Lauriol voor "Teknika vortaro de Greziljono"
- 2019 - Halina Gorecka en Aleksandr Korzjenkov voor "Nia diligenta kolegaro"